# Петушки (Пермский край)
Петушки — деревня в Пермском районе Пермского края. Входит в состав Юго-Камского сельского поселения.

## Географическое положение
Расположена на правом берегу реки Юг при впадении в неё реки Большая Каменка, примерно в 10 км к северо-востоку от административного центра поселения, посёлка Юго-Камский.

## Население
| 2010 |
| ---- |
| 6    |

## Топографические карты
- Лист карты O-40-76 Юго-камский. Масштаб: 1 : 100 000. Состояние местности на 1983 год. Издание 1984 г.